# 賢見神社
賢見神社（けんみじんじゃ）は、徳島県三好市山城町寺野にある神社である。「けんみさん」の愛称で親しまれる。

## 歴史
神社明細帳によると、創建は仁賢天皇の5世紀末とされている。1888年（明治22年）に本殿を改築。1975年（昭和50年）に殿・拝殿を改築。
旧山城町の海抜400mの大渡峯に位置し、精神病、ものの気つき・五穀豊穣・海上安全の守り神を祀る。四国では「犬神憑き」という動物霊による憑依・呪い伝承が存在するため、古くから動物霊による御祈祷の神社として全国的に知られており、険しい山あいにありながらも県内外より年間約2万人が訪れ、その7～8割が祈祷を申し出るという。

## 祭神
- 素戔嗚尊
- 応神天皇

## 祭事
- 1月1日 - 元旦祭
- 2月3日 - 星祭（節分祭）
- 4月15日・4月16日 - 春祭・紫灯護摩
- 7月15日・7月16日 - 夏祭・紫灯護摩
- 10月15日・10月16日 - 秋の大祭・紫灯護摩

## 交通
- 徳島自動車道「井川池田インターチェンジ」から車で約30分。
- JR土讃線「阿波川口駅」下車、車で約20分。